# Red Bull Ring
El Red Bull Ring, conegut també com a «circuit de Spielberg» i anomenat antigament Österreichring (1969–1995) i A1-Ring (1996–2003), és un circuit de curses situat a prop de Spielberg, a Estíria (Àustria). Ha estat seu del Gran Premi d'Àustria de Fórmula 1 des del 1970 (per bé que amb algunes interrupcions) i del de motociclisme des del 2016 de forma ininterrompuda.

## Història
L'inicial Österreichring es va construir el 1969 per tal de substituir un circuit provisional que s'havia habilitat esporàdicament des del 1957 a l'aeròdrom de Zeltweg (en anglès, Zeltweg Airfield i en alemany, Flugplatz Zeltweg), situat a menys d'un quilòmetre, just a l'altra banda de l'autopista. Aquell circuit, conegut com a «circuit de Zeltweg», havia estat la seu del Gran Premi d'Àustria de Fórmula 1 des del 1963 fins al 1969, per bé que fou puntuable per al campionat del món només a l'edició de 1964. Österreichring va acollir aquell Gran Premi durant 18 anys consecutius (de 1970 a 1987). Posteriorment es va escurçar, reconstruir i rebatejar com a A1-Ring (llegit «A Eins-Ring» en alemany) i va tornar a acollir el Gran Premi d'Àustria de Fórmula 1 del 1997 al 2003 i dues edicions del de motociclisme (1996 i 1997).

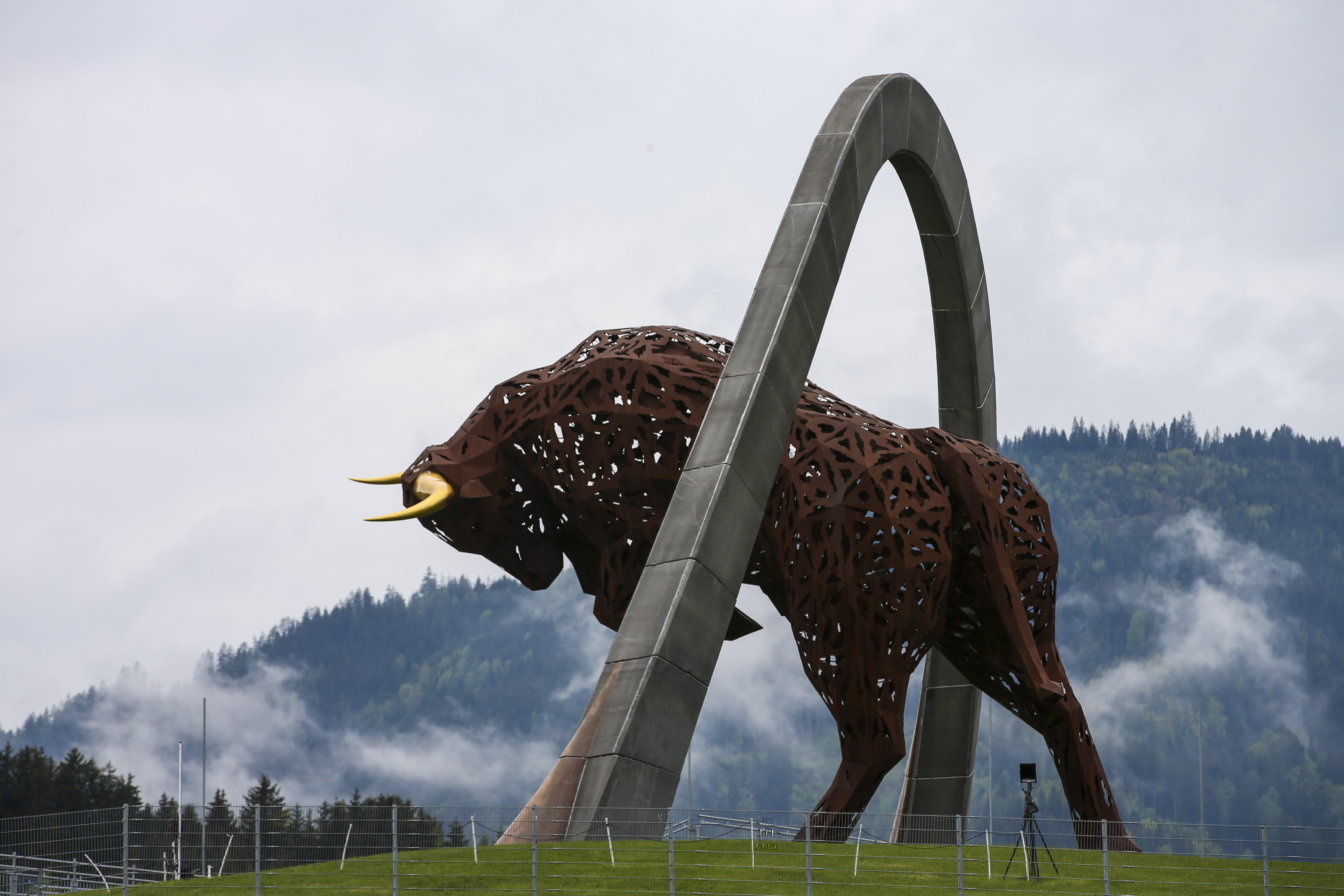
Monument al brau vermell corporatiu al Red Bull Ring

Quan l'A1-Ring va esdevenir inapropiat per a la Fórmula 1, es va elaborar un pla per a ampliar-ne el traçat. Parts del circuit, com ara els boxs i la tribuna principal, van ser enderrocats, però les obres de construcció es van aturar i el circuit va romandre inutilitzat fins que, el 2004, el milionari austríac Dietrich Mateschitz (cofundador de Red Bull GmbH) el va comprar i reconstruir. Des d'aleshores, el circuit s'anomena Red Bull Ring.
La nova pista es va reobrir el 15 de maig de 2011 i, posteriorment, va acollir una ronda del DTM i una altra del campionat de Fórmula 2. La Fórmula 1 va tornar al circuit la temporada del 2014 i el mundial de motociclisme, la del 2016. El Red Bull Ring també va acollir un segon Gran Premi de Fórmula 1 anomenat Gran Premi d'Estíria el 2020 i el 2021 i un Gran Premi d'Estíria de motociclisme els mateixos anys després que la pandèmia de COVID-19 afectés els calendaris d'aquests dos campionats.

## Österreichring (1969–1995)
Situat a les muntanyes d'Estíria, Österreichring ('circuit d'Àustria' en alemany) es va inaugurar el juliol de 1969 amb l'Eröffnungsrennen ('cursa d'inauguració'), que va precedir en dues setmanes els primers 1000 km de Zeltweg, vàlids per al Campionat del Món de Sport prototips (aleshores encara vigent), mentre que a l'agost del 1970 va acollir el Gran Premi d'Àustria de Fórmula 1.

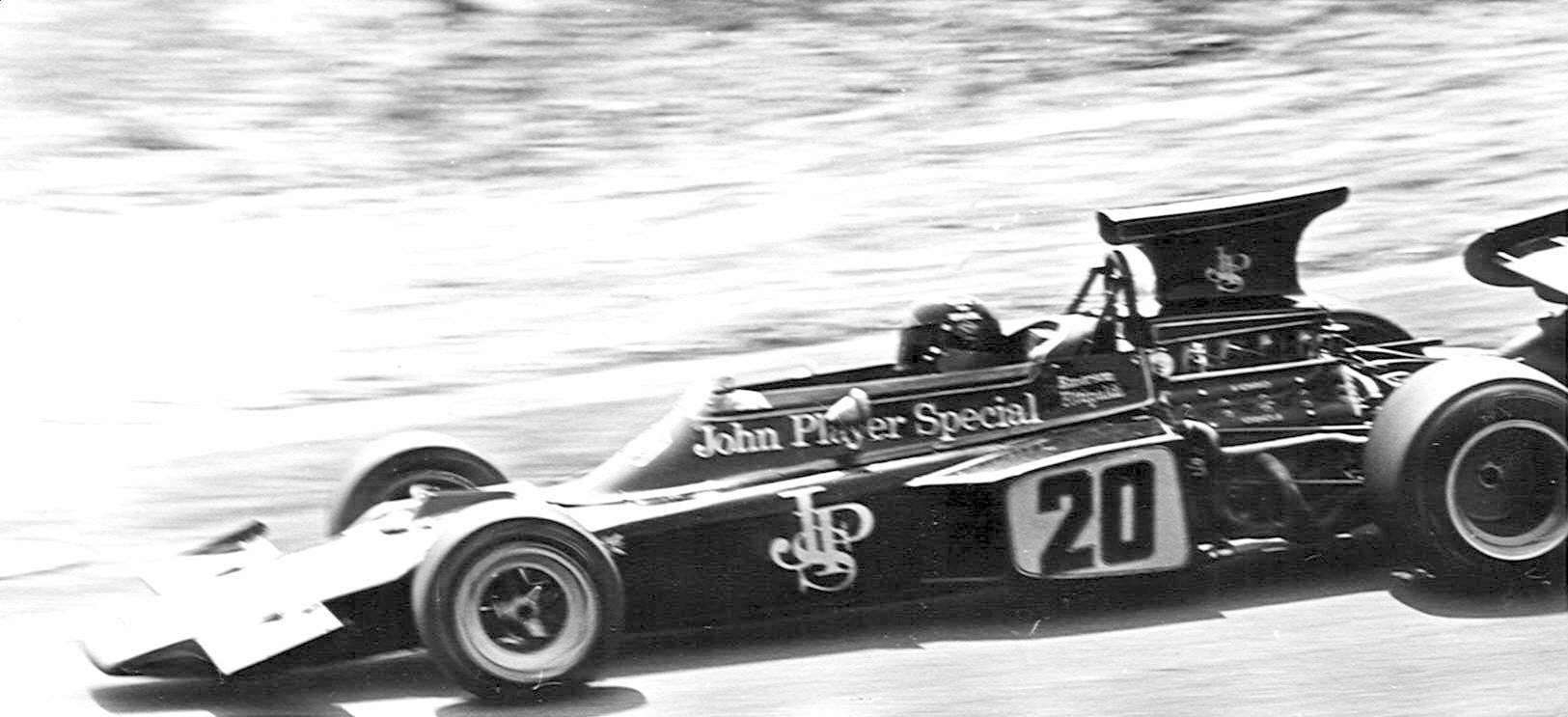
Emerson Fittipaldi al GP d'Àustria de 1972

Österreichring era un circuit visualment espectacular i panoràmic, caracteritzat per una altitud condicionada per la seva ubicació al vessant d'un turó. El traçat, molt ràpid, mesurava 5,911 km en la versió original i es recorria en sentit horari. Després de la meta, situada a la part baixa del turó, la recta de sortida pujava fortament cap al primer revolt, anomenat Vöst-Hügel ('turó Vöst'), un doble revolt de dretes ràpid i cec on els conductors no podien veure el primer punt de corda. Tot seguit venia el tram de Flatschach (un nucli de Spielberg), una "recta" sinuosa encara en pujada que portava al revolt Dr. Tiroch, un de molt llarg de pujada cap a la dreta. A la sortida del revolt, la pista baixava i un altre tram, més o menys recte, duia per una lleugera baixada al Bosch-Kurve, una ràpida forquilla de dretes caracteritzada per un fort descens. La baixada continuava més suau pel curt tram que també incloïa els dos únics revolts reals a l'esquerra; al centre del segon, la pista pujava per la Texaco-Schikane, al final de la qual hi havia una altra baixada, força marcada. A partir d'aquest punt, la pista baixava cap a la Jochen Rindt Kurve, un revolt ràpid però difícil de baixada a la dreta, que portava de nou a la recta inicial.

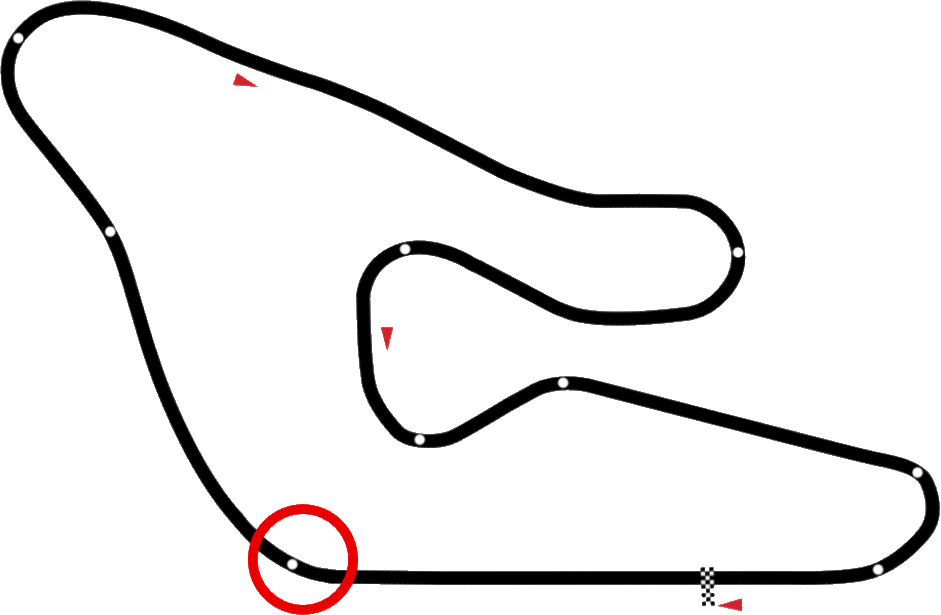
El Vöst-Hügel, on es va matar Mark Donohue el 1975

La pista va ser lleugerament modificada a partir de 1976 després de l'accident mortal que patí Mark Donohue a Vöst-Hügel durant l'escalfament del Gran Premi de 1975: el revolt es va tornar a perfilar, ampliant la superfície de la carretera de tres metres (la longitud del circuit va baixar fins als 5,910 km), afegint-hi barreres a l'exterior i retrocedint uns metres la barrera interna. Es tractava, però, d'una solució provisional, a l'espera de les obres definitives. En aquest punt, hi havia  tres projectes diferents de millora: moure el Vöst-Hügel 150 metres més endavant (més enllà de la cresta del turó) i fer-lo més lent; moure'l deu metres, augmentant-ne el radi de curvatura i, per tant, accelerant-lo més o, finalment, crear una xicana. Considerant que hagués calgut comprar els terrenys adjacents a aquest punt de la via i, d'altra banda, el perill d'un primer revolt encara més ràpid, es va optar per l'última solució, per la qual cosa es va construir la xicana Hella Licht, que va ampliar el circuit fins als 5,942 km.
Amb les millores i tot, el principal defecte del circuit era la manca de vies d'escapament i la poca amplada, sobretot a la recta de sortida. Després de l'última edició del Gran premi d'Àustria, celebrada el 1987, en què s'hagueren de fer tres sortides a causa de diversos accidents a la sortida, la Fórmula 1 va abandonar Österreichring. Durant la primavera de 1988 el circuit va emprendre tres mesos d'obres d'adequació per a poder recuperar la Fórmula 1 el 1989: tot el traçat es va eixamplar un parell de metres, l'amplada de la recta de sortida va passar de 9 a 12 metres, totes les vies d'escapament i el Bosch-Kurve van ser redissenyats, traslladant-se una vintena de metres.; aquestes obres van reduir la longitud total del traçat fins als 5,852 km. Tot amb tot, el Gran Premi no va tornar mai a Österreichring.
Durant aquella etapa final, el circuit fou seu de rondes del Campionat del Món de Superbike, la Interserie i la Fórmula 3 alemanya. Entre les darreres curses d'aquell traçat lleugerament remodelat hi va haver les dues mànegues de la Super Tourenwagen Cup d'Alemanya de 1995 (una competició equivalent al Campionat d'Espanya de Superturismes) en una de les quals h iva haver un accident múltiple a la xicana Hella Licht tot just després de la sortida.

## A1-Ring (1996–2003)

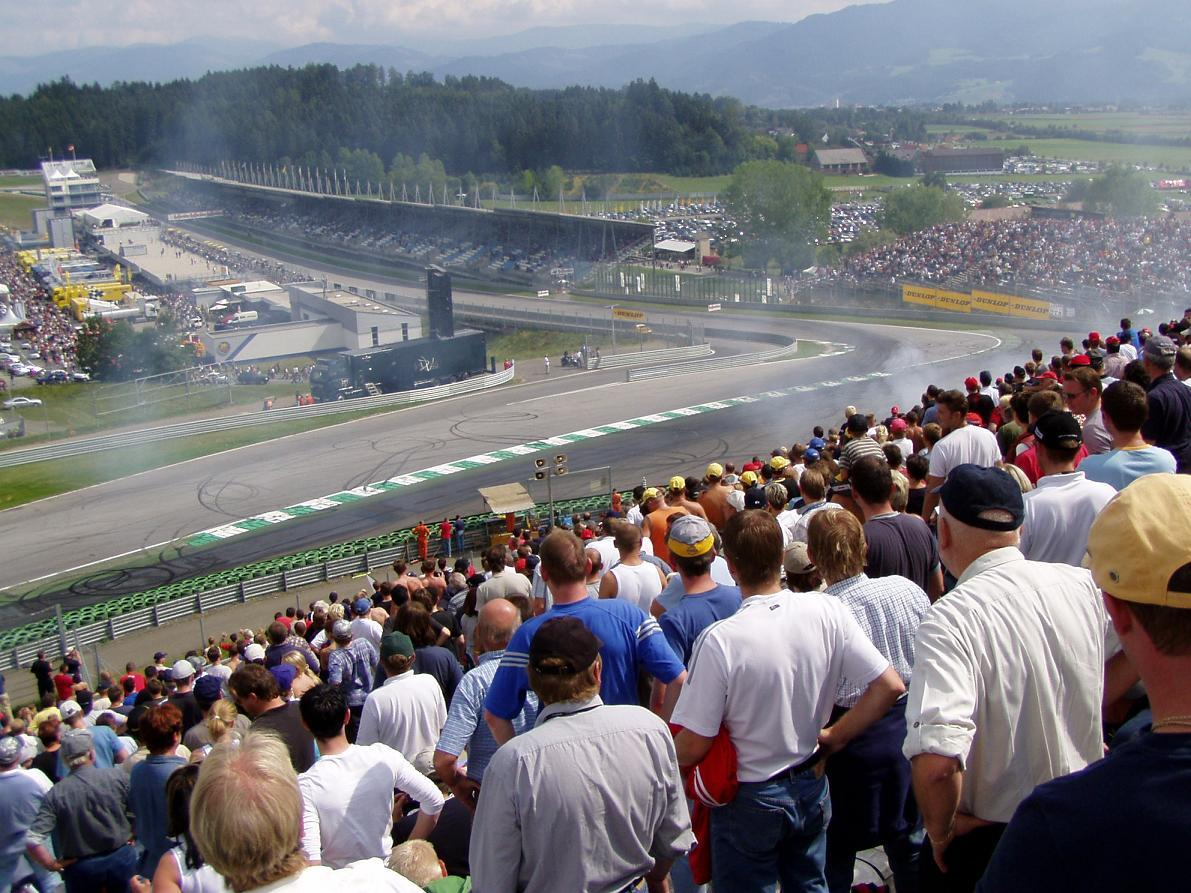
El DTM a l'A1-Ring el 2003

La preocupació per la seguretat d'Österreichring havia arribat al punt màxim a mitjan dècada del 1990 i de 1995 a 1996 va ser totalment reconstruït, al mateix lloc, per Hermann Tilke. La longitud es va escurçar de 5,942 a 4,326 km i els revolts ràpids es van substituir per tres revolts de dretes ajustats per tal de crear oportunitats d'avançament. Les tres llargues rectes, així com una secció interna revirada, exigien un compromís en la configuració dels motors.
Com que gran part de l'obra va ser pagada pel proveïdor de telefonia mòbil A1 Telekom, el circuit va passar a anomenar-se A1-Ring. Va acollir set Grans Premis d'Àustria de Fórmula 1 entre 1997 i 2003, així com el Gran Premi d'Àustria de motociclisme (que s'havia vingut celebrant a Salzburgring fins al 1994) els anys 1996 i 1997 i diverses curses del DTM.

## Red Bull Ring (2011–actualitat)

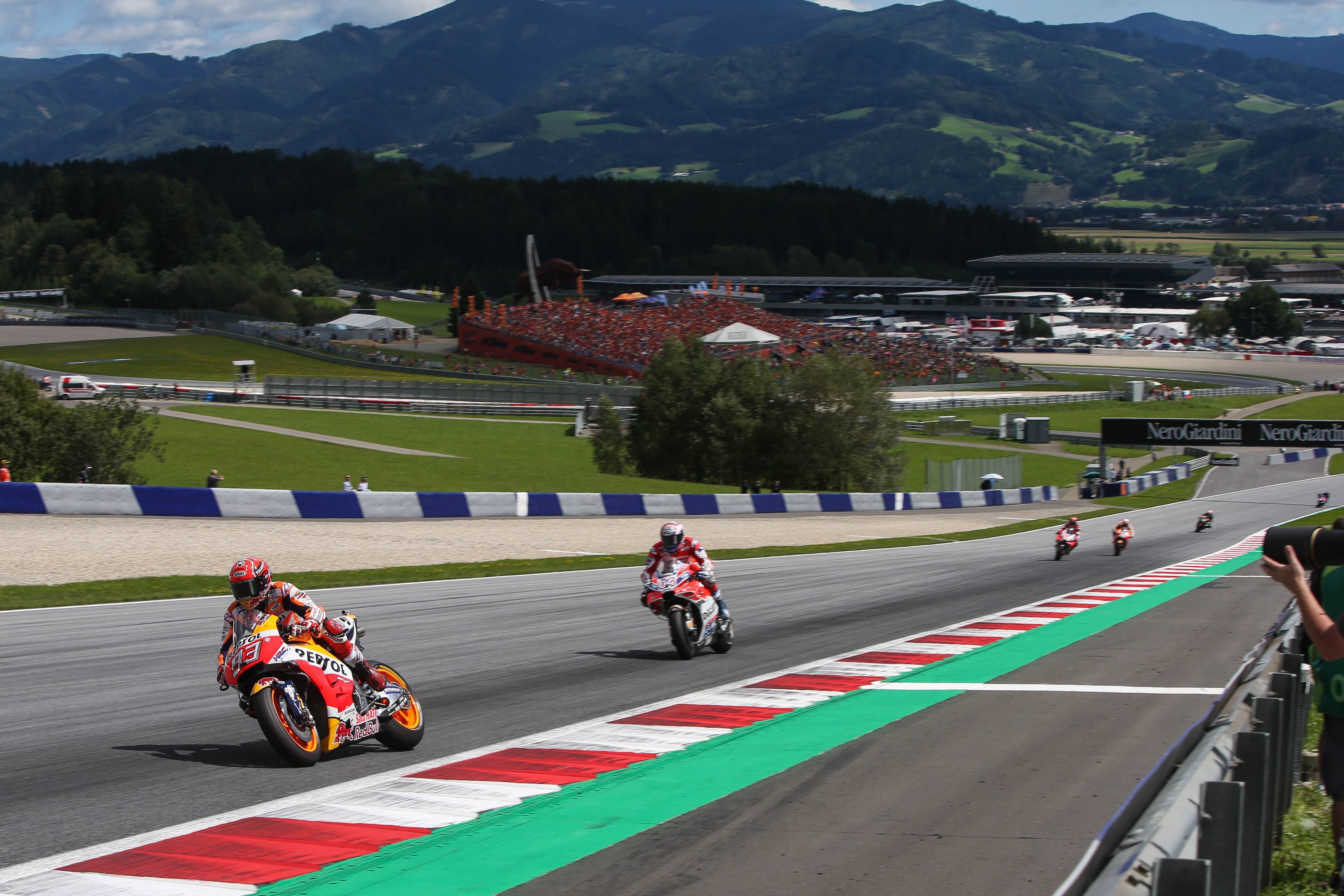
Marc Márquez i Andrea Dovizioso encapçalant el GP d'Àustria el 2017

Actualment, el circuit és propietat de Red Bull, que el va adquirir el 2004 i va promoure obres d'adaptació per a recuperar-hi la Fórmula 1 i crear-hi alhora un centre d'investigació d'esports de motor. El traçat hauria seguit el de l'A1-Ring, amb la possibilitat d'incloure una prolongació, anomenada Westschleife ("circuit oest"), que s'hauria creat incloent el tram de Flatschach i el revolt Dr. Tiroch per tal d'aconseguir un circuit molt més llarg i complet. Tanmateix, aquestes obres es van interrompre a causa de les protestes mediambientals i el circuit va romandre abandonat durant molt de temps fins que, a l'abril del 2008, Red Bull va anunciar la decisió de tornar-lo a posar en funcionament. A causa d'això, els organitzadors del DTM van considerar la possibilitat de celebrar-hi una cursa a partir del 2009, tot i que al juliol del 2008 se'n van desdir.

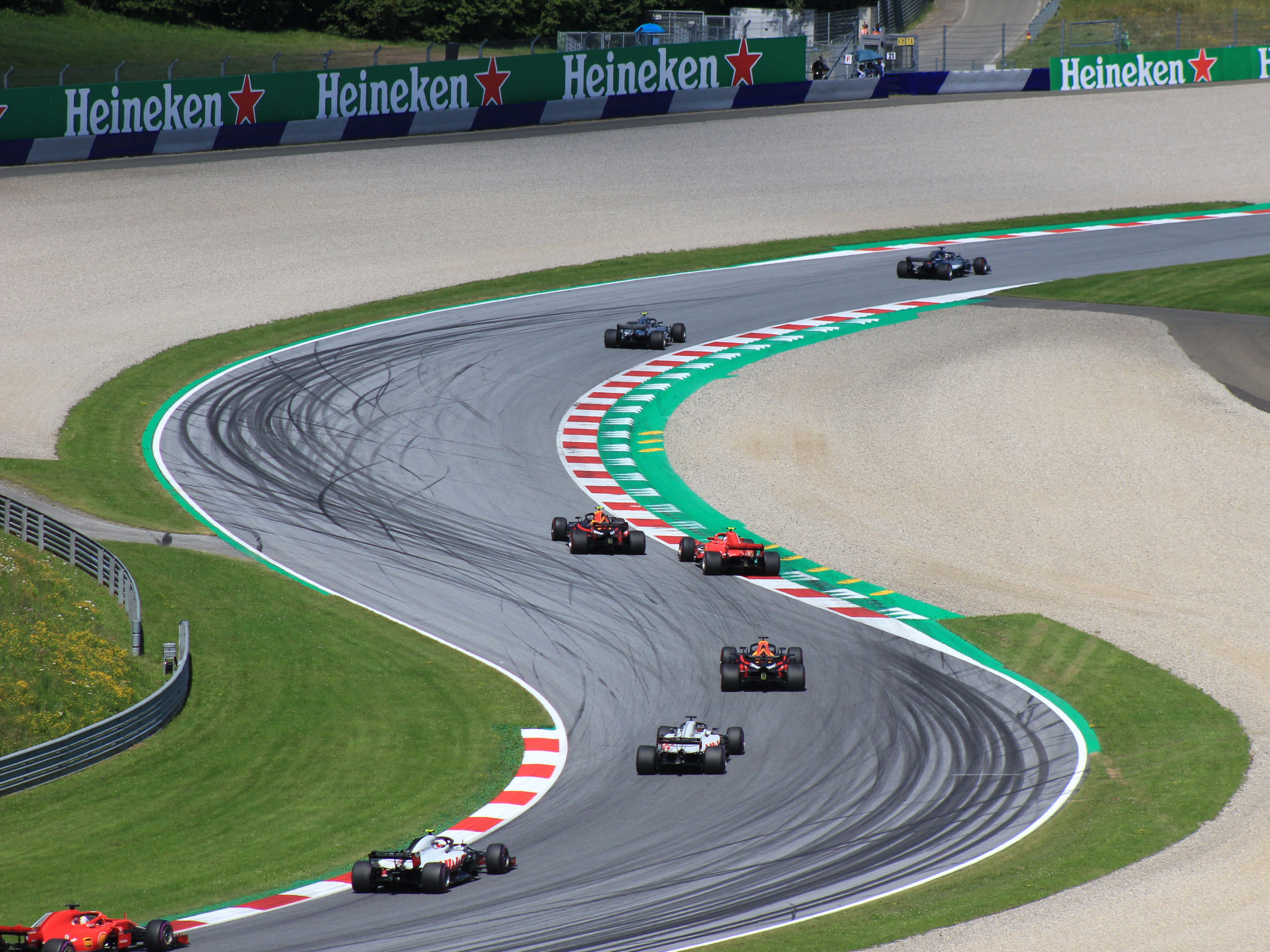
Els revolts 7 i 8 durant el GP d'Àustria del 2018

A l'octubre del 2008 el propietari del circuit Dietrich Mateschitz va descartar que aquest pogués tornar a acollir la Fórmula 1 o el campionat del món de motociclisme, mentre que va afirmar que el seu ús al DTM seria probable; més tard, però, es va obrir a allotjar els principals campionats del món de quatre i dues rodes. Les obres de reactivació de l'equipament van finalitzar a la tardor de 2010.
Malgrat que el propietari havia declarat inicialment que el traçat seguiria aproximadament el disseny original del circuit, donant així vida a l'antic Österreichring, a finals de 2010 el circuit va ser aprovat per la FIA, després de la visita de Charlie Whiting, amb una configuració idèntica a la de l'anterior A1-Ring. Amb això, el circuit va poder tornar a acollir competicions d'automobilisme del màxim nivell, inclosa la Fórmula 1.
La inauguració oficial va tenir lloc el 15 de maig del 2011 i va comptar amb la participació, entre d'altres, dels dos pilots de Red Bull Racing Sebastian Vettel i Mark Webber al volant de l'RB6, cotxe campió del món l'any 2010.
El 2022 es va introduir una nova xicana al revolt 2, només per al campionat del món de motociclisme.

## Historial dels traçats

L'antic circuit de Zeltweg (1964)
Österreichring (1969–1976)
Österreichring (1977–1995)
L'antic Österreichring (en gris) comparat amb el nou A1-Ring (en negre)
A1-Ring (1996–2003)
Projecte d'ampliació del Red Bull Ring Westschleife ("circuit oest") del 2005
Red Bull Ring (2011–2016)
Visió general del circuit pels volts del 2020
Traçat de motociclisme del Red Bull Ring (2022–actualitat)

## Guanyadors del GP d'Àustria de F1
A 31 de desembre de 1995
| Circuit         | Any  | Data       | Pilot                 | Equip            | Resultats |
| --------------- | ---- | ---------- | --------------------- | ---------------- | --------- |
| Österreich ring | 1987 | 16 d'agost | Nigel Mansell         | Williams - Honda | Resultats |
| Österreich ring | 1986 | 17 d'agost | Alain Prost           | McLaren - TAG    | Resultats |
| Österreich ring | 1985 | 18 d'agost | Alain Prost           | McLaren - TAG    | Resultats |
| Österreich ring | 1984 | 19 d'agost | Niki Lauda            | McLaren - TAG    | Resultats |
| Österreich ring | 1983 | 14 d'agost | Alain Prost           | Renault          | Resultats |
| Österreich ring | 1982 | 15 d'agost | Elio de Angelis       | Lotus - Ford     | Resultats |
| Österreich ring | 1981 | 16 d'agost | Jacques Laffite       | Ligier - Matra   | Resultats |
| Österreich ring | 1980 | 17 d'agost | Jean Pierre Jabouille | Renault          | Resultats |
| Österreich ring | 1979 | 12 d'agost | Alan Jones            | Williams - Ford  | Resultats |
| Österreich ring | 1978 | 13 d'agost | Ronnie Peterson       | Lotus - Ford     | Resultats |
| Österreich ring | 1977 | 14 d'agost | Alan Jones            | Shadow - Ford    | Resultats |
| Österreich ring | 1976 | 15 d'agost | John Watson           | Penske - Ford    | Resultats |
| Österreich ring | 1975 | 17 d'agost | Vittorio Brambilla    | March - Ford     | Resultats |
| Österreich ring | 1974 | 18 d'agost | Carlos Reutemann      | Brabham - Ford   | Resultats |
| Österreich ring | 1973 | 19 d'agost | Ronnie Peterson       | Lotus - Ford     | Resultats |
| Österreich ring | 1972 | 13 d'agost | Emerson Fittipaldi    | Lotus - Ford     | Resultats |
| Österreich ring | 1971 | 15 d'agost | Jo Siffert            | BRM              | Resultats |
| Österreich ring | 1970 | 16 d'agost | Jacky Ickx            | Ferrari          | Resultats |
| Zeltweg         | 1964 | 23 d'agost | Lorenzo Bandini       | Ferrari          | Resultats |